# 切列博科什河
切列博科什河是俄羅斯的河流，位於堪察加半島，河道全長約49公里，河水主要來自融雪和雨水，最終注入堪察加河，是虹鱒和遠東紅點鮭的棲息地。